# François Prélat
François Prélat fou un inventor i armer francès. És reconegut com l'inventor del primer cartutx modern el 1808, així com el pistó de percussió el 1818.
En associació amb l'armer suís Jean Samuel Pauly, François Prélat inventà entre 1808 i 1812 el primer cartutx modern, que incorporava dins d'un paquet: el fulminat, pólvora negra i una bala rodona. Un passador de percussió provocava la ignició. Això era una millora important sobre la invenció de Jean Lepage, en la que simplement s'abocava el fulminat dins una cassoleta al costat de la recambra del canó. El nou cartutx es va considerar especialment útil per a les armes de foc de cavalleria, ja que el moviment del cavall i la dificultat del moviment feien extremadament difícil carregar l'arma convencionalment. Aquest disseny de percussió central és avui dia el més utilitzat. Els dos homes havien instal·lat una botiga de fusells al carrer de Trois-Frères, 4 de París.
L'any 1818 Prélat va registrar una patent, o Certificat d'addició, per la invenció del pistó de percussió (pistó de percussió de coure) per a ser utilitzat en cartutxos, reemplaçant el mecanisme de pany de sílex.
Prélat mostrà algunes armes de foc de la seva invenció a l'Exposició Universal de París de 1855.